# イギリス国立宇宙センター
イギリス国立宇宙センター（イギリスこくりつうちゅうセンター、British National Space Centre, BNSC）は、かつて存在したイギリスの11の行政組織や研究機関が自発的に参加する集合体である。1985年に、イギリスの文民的宇宙開発活動を調整することを目的として組織された。2010年4月1日、イギリス国立宇宙センターは解消され、イギリス宇宙局(UK Space Agency)が設立された。
宇宙科学、地球観測、人工衛星を用いた通信、衛星測位システム（例えばGPSやガリレオ）などに力を入れていた。
他国にあるような自己完結した宇宙機関とは異なり、BNSCは他の行政組織などから出向してくる公務員50名ほどから構成されていた。2億UKポンドほどであるイギリスの宇宙関連予算（2005年度の場合）は、BNSCではなく貿易産業省か協力機関による出資で、そのうち半分以上は直接欧州宇宙機関のプロジェクトに用いられた。BNSCの本部は年間約50万ポンドで運営されていた。

## BNSC構成組織
- 貿易産業省 (Department of Trade and Industry) およびその下位組織、科学技術局 (Office of Science and Technology)
- 運輸省 (Department for Transport)
- 国防省 (Ministry of Defence)
- 外務英連邦省 (Foreign and Commonwealth Office)
- 環境・食糧・農家省 (Department for Environment, Food and Rural Affairs)
- 教育技能省 (Department for Education and Skills)
- ラザフォード・アップルトン研究所 (Rutherford Appleton Laboratory)
- 自然環境研究委員会 (Natural Environment Research Council)
- 科学技術施設研究会議 (Science and Technology Facilities Council)
- 気象庁 (Met Office)